# Hemilea flavoscutellata
Hemilea flavoscutellata es una especie de insecto del género Hemilea de la familia Tephritidae del orden Diptera.

## Historia
Malloch la describió científicamente por primera vez en el año 1939.

## Comportamiento
Suelen poner sus huevos en el tejido vegetal, donde las larvas encuentran su primer alimento después del nacimiento. Las moscas adultas suelen tener una vida muy corta, a veces de menos de una semana.